# Zespół Szkół nr 11 w Warszawie
Zespół Szkół nr 11 im. Władysława Grabskiego – jedna z najstarszych w Warszawie szkół kształcących w zawodzie ekonomisty i handlowca, powstała po reformie oświaty Janusza Jędrzejewicza w 1933 roku. Znajduje się w dzielnicy Praga-Północ przy ul. Ratuszowej 13.

## W skład zespołu wchodzą
- Technikum nr 20 – kształci w zawodach: technik handlowiec, technik hotelarstwa, technik organizacji  turystyki.
- Szkoła Policealna nr 53 dla Dorosłych.

## Historia szkoły i lokalizacji
- 1933-1939 – Publiczna Szkoła Doszkalająca Zawodowa nr 8 przy ul. Skaryszewskiej 8.
- 1939–1945 − Obowiązkowa Szkoła Zawodowa nr 14 przy ul. Targowej 12 w ramach której trwa tajne nauczanie.
- 1949 – Zasadnicza Szkoła Handlowa nr 5 przy ul. Targowej 12.
- 1952−1958 − przerwa w działalności szkoły.
- 1959 − Zasadnicza Szkoła Handlowa nr 5 przy ul. Karola Wójcika 23/25 a następnie ul. Sierakowskiego 9.
- 1966 − Zasadnicza Szkoła Handlowa nr 5 z siedzibą przy ul. Karola Wójcika 5a.
- 1971 − przeniesienie Zasadniczej Szkoły Handlowej nr 5 na ul. Kawęczyńską 49.
- 1972 – powstaje Zasadnicza Szkoła Zawodowa nr 17 oraz Liceum Zawodowe nr 12 przy ul. Ratuszowej.
- 1992 – powstaje Zespół Szkół Ekonomicznych nr 11 w którego skład wchodzą: Liceum Zawodowe nr 12, Zasadnicza Szkoła Zawodowa nr 17 oraz Liceum Administracji Państwowej.
- 1993 – przyłączenie Liceum Ekonomicznego nr 12.
- 1994 – przyłączenie Liceum Handlowego nr 6.
- 1995 – przyłączenie Liceum Handlowego dla Dorosłych.
- 2002 − powstanie Zespół Szkół nr 11 im. Władysława Grabskiego w skład którego wchodzą: XX Liceum Profilowane, Technikum Handlowe nr 1, Liceum Handlowe nr 6, Zasadnicza Szkoła Zawodowa nr 17, Liceum Handlowe nr 8 dla Dorosłych, Technikum Handlowe po ZSZ.
- 2004 − w skład Zespołu Szkół nr 11 wchodzą: Technikum Handlowe nr 1 oraz XX Liceum Profilowane.
- 2008 − w skład Zespołu Szkół nr 11 wchodzą: Technikum nr 20 oraz XX Liceum Profilowane.
- 2009 − włączenie w skład Zespołu Szkół nr 11 Technikum nr 9 oraz XIX Liceum Profilowanego. Powstaje Szkoła Policealna nr 53 dla Dorosłych.
- 2010 − zlikwidowano Technikum nr 9, XIX Liceum Profilowane, XX Liceum Profilowane. Pozostają Technikum nr 20 oraz Szkoła Policealna nr 53 dla Dorosłych.

## Dyrektorzy
- 1933−1940 − Marian Mokrzycki
- 1940−1972 − Feliks Zarod
- 1972−1991 − Alfred Szczepecki
- 1991−2004 − Maria Kwitowska
- 2004−2013 − Teresa Żakowicz
- od 2013 − Jan Grądzki

## Absolwenci (m.in.)
- Tomasz Dedek